# Piața Unirii (metrostation)
Piața Unirii is een metrostation in Boekarest, dat bediend wordt door de lijnen M1, M2 en M3. Het station werd geopend op 16 november 1979 en is sinds 24 januari 1986 een overstapstation. Station Piața Unirii ligt onder andere dicht bij het Piața Unirii en het gelijknamige winkelcentrum, op de rechteroever van de Dâmbovița. Het overstapcomplex bestaat eigenlijk uit twee stations, Piața Unirii 1 en Piața Unirii 2, die op enige afstand van elkaar liggen en door een voetgangerstunnel met elkaar verbonden zijn. De dichtstbijzijnde stations zijn Izvor en Timpuri Noi.
Van Dristor 2 tot Pantelimon:
Dristor 2 · Piața Muncii · Iancului · Obor · Ştefan cel Mare · Piața Victoriei · Gara de Nord 1 · Basarab · Crângaşi · Semănătoarea · Grozăveşti · Eroilor · Izvor · Piaţa Unirii · Timpuri Noi · Mihai Bravu · Dristor 1 · Nicolae Grigorescu · Titan · Costin Georgian · Republica · Pantelimon
Pipera · Aurel Vlaicu · Aviatorilor · Piața Victoriei · Piaţa Romană · Universităţii · Piaţa Unirii · Tineretului · Eroii Revoluţiei · Constantin Brâncoveanu · Piaţa Sudului · Apărătorii Patriei · Dimitrie Leonida · Berceni